# American Honey (film)
American Honey è un film del 2016 scritto e diretto da Andrea Arnold.
Il film è stato presentato in concorso al Festival di Cannes 2016.

## Trama
Star vive a Muskogee, in Oklahoma. Vive una vita dolorosa, prendendosi cura di due bambini che non sono suoi e vivendo con il padre sessualmente violento, Nathan. Un giorno, mentre cerca di tornare a casa in autostop, vede un furgone pieno di giovani e ha un contatto visivo con Jake, uno dei ragazzi del gruppo. Star li segue in un centro commerciale e vede Jake ballare "We Found Love" in cima alle casse prima di essere buttato fuori dal negozio. Star restituisce a Jake il telefono che gli era caduto di tasca, e lui le offre un lavoro come parte del loro team di vendita di riviste, dicendole di venire con lui a Kansas City. Star rifiuta, ma Jake le chiede tuttavia di incontrarli nel parcheggio di un Motel 6 la mattina dopo.
Facendo le valigie mentre Nathan è in un'altra stanza, Star scappa segretamente e porta i bambini al club dove balla la loro matrigna Misty. Star affronta Misty e le dice che è il suo turno di prendersi cura dei bambini, e sebbene Misty rifiuti, Star scappa al motel e attende fino al mattino dormendo fuori dal furgone di Jake.
Krystal, capo del team, dopo un colloquio di lavoro si rende conto che Star è una persona incensurata, che non mancherà a nessuno e che ha promesso di lavorare sodo, quindi la assume. Lungo il viaggio per il Kansas, Star fa conoscenza con gli altri membri dell'equipaggio. Quando arrivano, si disperdono in gruppi di due. Poiché Star è nuova, è in coppia con Jake, il veterano del gruppo. Star ha difficoltà a vendere poiché Jake mente a un potenziale cliente per fare soldi. Star distrae anche Jake flirtando con lui e alla fine baciandolo. Quella notte, Krystal chiama Star e le dice che Jake ha registrato le sue vendite più basse di sempre. Krystal poi chiede a Jake di mettere una lozione abbronzante sul suo corpo mentre Star guarda, e Star promette di migliorare.
Il giorno seguente, infastidita da Jake, Star giura di superarlo. Tre sconosciuti con il cappello da cowboy si offrono di aiutarla, pensando che sia stata molestata da Jake. I tre la portano a casa loro e si offrono di diventare clienti se mangia il verme sul fondo di una bottiglia di mezcal. Star lo fa e fa la vendita. Jake, però, temendo il peggio, arriva e minaccia gli uomini con una pistola prima di rubare la loro macchina. Inizialmente arrabbiata con Jake, Star è poi commossa dal fatto che sia venuto a cercarla, e i due fanno sesso in macchina. Quando tornano in hotel per la sera, Jake le dice di non menzionare la loro relazione e dà i soldi guadagnati da Star a Krystal.
Per un po', le cose tra Jake e Star sono tese e Krystal minaccia di lasciarla sul ciglio della strada se continua a causare problemi. Il gruppo finisce per vivere temporaneamente in una casa fatiscente e Jake e Star rinnovano la loro relazione. Star gli chiede quali sono i suoi sogni e lui le mostra la sua scorta privata di denaro e oggetti che ha rubato dalle case che visita, che intende utilizzare per acquistare una casa.
Krystal scarica le ragazze dove alcuni operai stanno per andare a lavorare la mattina. Star sale sul retro del loro camion e cerca di proporre loro una vendita, ma uno dei lavoratori le offre cinquecento dollari per uscire con lui. Star ne chiede mille e si esibisce sessualmente per i soldi. Dopo che il ragazzo la lascia, lei sente che lui viene attaccato. Appena un attimo dopo, un Jake insanguinato le chiede se è stata ferita dall'uomo e se è andata a letto con lui. Star alla fine ammette quello che è successo, facendo arrabbiare Jake, che distrugge le cose in casa prima di scappare.
La mattina seguente, il gruppo di venditori sale in macchina e c'è una nuova ragazza lì, ma manca Jake. Krystal informa Star che ha lasciato andare Jake, che gli ha pagato dei soldi per ogni ragazza che ha reclutato e che è andato a letto con tutte loro. Krystal in seguito li porta in una zona povera di Rapid City, nel South Dakota, per vendere abbonamenti. Star entra in una casa e incontra diversi bambini affabili la cui madre è drogata. Poiché la madre di Star è morta per overdose di metanfetamine, si sente in sintonia con loro ed esce a comprare loro la spesa. Al ritiro quel giorno, Jake è nel furgone e Star è confusa se essere felice di vederlo o meno.
Quella sera, l'equipaggio accende un falò. Ballando intorno al fuoco, Star viene presa da parte da Jake, che le porge in privato una tartaruga. Star la porta sul bordo dell'acqua e la lascia andare per seguirla poi nell'acqua. Star quindi si immerge completamente prima di emergere dall'acqua.

## Riconoscimenti
- 2016 - Festival di Cannes
  - Premio della giuria
  - Menzione Speciale della Giuria Ecumenica
  - Candidatura per la Palma d'oro
- 2016 - British Independent Film Awards
  - Miglior film
  - Miglior regista a Andrea Arnold
  - Miglior attrice a Sasha Lane
  - Miglior contributo tecnico a Robbie Ryan (fotografia)
  - Candidatura al Miglior attore a Shia LaBeouf
  - Candidatura alla Miglior sceneggiatura a Andrea Arnold
- 2017 - Independent Spirit Awards
  - Candidatura al Miglior film
  - Candidatura al Miglior regista ad Andrea Arnold
  - Candidatura alla Miglior attrice protagonista a Sasha Lane
  - Candidatura alla Miglior attrice non protagonista a Riley Keough
  - Candidatura al Miglior attore non protagonista a Shia LaBeouf
  - Candidatura alla Miglior fotografia a Robbie Ryan